# Patrick Autréaux
Œuvres principales
- Dans la vallée des larmes (2009)
- Soigner (2010)
- Le Dedans des choses (2012)
- La Voix écrite (2017)
- Quand la parole attend la nuit (2019)
- Pussyboy (2021)
- La Sainte de la famille (2023)

Patrick Autréaux est un écrivain français. Parallèlement à des études de médecine et d’anthropologie, il a écrit de la poésie et des critiques d’art contemporain avant de publier des récits et fictions.

## Biographie
Après une expérience d'un cancer, Patrick Autréaux écrit un premier cycle de trois livres sur la maladie : Dans la vallée des larmes, Soigner et Se survivre. Dans la vallée des larmes relate l'expérience d'un médecin de 35 ans qui combat un lymphome diagnostiqué brutalement,. Soigner évoque le cheminement d'un patient guéri qui reprend son rôle de médecin, et notamment le temps passé « au chevet de son grand-père, tant aimé, qu'il accompagne dans son agonie »,. Et Se survivre comporte des « méditations dont la succession trace un parcours, raconte une expérience intime et essentielle » de la maladie,.
Un second cycle d'écriture traite d'expériences intérieures: l'expulsion d'un sans-papiers en France (Les Irréguliers), le combat d'un arbre secoué par une tempête (Le Grand Vivant), le parcours d’apprentissage d’un interne en médecine (Quand la parole attend la nuit), une aventure amoureuse (Pussyboy) et un récit retraçant son cheminement entre médecine et littérature (La Voix écrite). Ce dernier récit évoque en particulier la relation de l'auteur et de son ancien éditeur derrière lequel « on devine la figure tutélaire de J.-B. Pontalis, grand psychanalyste et éditeur chez Gallimard »,.
La parution de La Sainte de la famille (2023) annonce l'ouverture d'un nouveau cycle, intitulé Constat,. A propos de ce livre, Libération note : «C’est un texte sur la foi écrit par un athée et dont le moteur est le "soin" au sens fort : un souci, une responsabilité généreuse autant qu’une intervention thérapeutique.» L’Époux poursuit ce cycle et parle d'un mariage mais "comme toujours chez lui [Autréaux], chaque événement... est le point de départ d'une quête : celle, à travers la litterature, d'une solidité non pas malgré la fragilité, mais dans la fragilité même." Le mariage entre le narrateur et son compagnon permet d'explorer deux tensions : d’une part, "les parents juifs de son compagnon acceptent mal l’homosexualité de leur progéniture, plus difficilement encore leur (futur) beau-fils" et  d’autre part, "le rejet de l’homosexualité par la religion catholique (ainsi que par toutes les autres)".   
Le Grand Vivant a été créé en 2015 au festival d’Avignon (avec Vincent Dissez et Thierry Thieû Niang). Une adaptation scénique du Le Dedans des choses a été créée à La Rose des vents en octobre 2017,. Quand la parole attend la nuit (Verdier, 2019) a été sélectionné pour les prix Décembre et prix Femina.
Patrick Autréaux est affilié au centre Massachusetts Institute of Technology (MIT) French+. Auparavant, il a été écrivain en résidence (« writer-in-residence ») à Boston University et professeur invité (« visiting scholar ») au MIT.

## Œuvres

### Récits et romans
- Dans la vallée des larmes (récit) Gallimard, 2009.
- Soigner, Gallimard, 2010.
- Le Dedans des choses, Gallimard, 2012 (prix Amic).
- Se survivre, Éditions Verdier, 2013.
- Les Irréguliers (roman), Gallimard, 2015.
- Le Grand Vivant (théâtre), Éditions Verdier, 2016.
- La Voix écrite, Éditions Verdier, 2017.
- Dans la vallée des larmes et Soigner (réunis), Gallimard, Folio, 2017.
- Quand la parole attend la nuit (roman), Éditions Verdier, 2019 (sélection des prix Décembre et Femina)
- Pussyboy, Éditions Verdier, 2021
- L'instant du toujours, Éditions du Chemin de fer, 2022
- La Sainte de la famille, Éditions Verdier, 2023
- L’Époux, Gallimard, 2025

### Traductions
- In the Valley of Tears, tr. Eduardo A. Febles, UIT Books, USA, 2019[19]
- A School of Life, tr. Tobias Ryan in Socrates on the beach, USA, 2023[20]
- Pussyboy, tr. Hugo Alejandrez, Canta Mares, Mexico, 2024
- New Prose, tr. Tobias Ryan in Asymptote, 2024[21]
- From the Other Side, tr. Tobias Ryan in 3:AM Magazine, 2024[22]
- Two Annies, tr. Tobias Ryan, in 3:AM Magazine, 2024[23]
- The Revolution Amid the Revolution, tr. Tobias Ryan, in Sublunary Editions, 2024[24]
- Placenta-Book : On Agua Viva de Clarice Lispector, tr. Tobias Ryan, in AGNI[25]
- Excerpt from Pussyboy, tr. Tobias Ryan in Socrates on the beach, USA, 2025[26]
- The Holy Oils of Jean Genet, tr. Tobias Ryan, The black herald magazine, 2025[27]

### Textes et articles
- Portrait d’un poète vietnamien : Hoàng Câm, Carnets du Vietnam, no 12, 2006
- Thérèse de Lisieux, La confiance et l'abandon, présentation et choix de textes, Éditions du Seuil, 2008
- Nuit verte, Libres Cahiers pour la psychanalyse, L’amour de transfert, no 23, 2011[28]
- Se survivre, La Nouvelle Revue française, Moi & Je, no 598, 2011
- L’Enfant de Goya, Libres Cahiers pour la psychanalyse, Partir, revenir, no 25, 2012[29]
- Signe vivant, Décapage (revue), no 46, 2013
- Cybercondrie, Libres Cahiers pour la psychanalyse, Une inquiétude mortelle, l’hypochondrie, no 27, 2013[30]
- Et moi je vous en pose des questions ? Décapage (revue), no 52, 2015
- Je suis Charlie-Un an après, note de l’Institut Diderot (Paris), 2016
- Les Perches du Nil, de l’écosystème éditorial, Décapage (revue), no 55, 2016
- Une fantaisie, in Jean Genet, l’échappée belle, MuCEM Gallimard, 2016
- L'Été Nabokov, Études (revue), avril 2018[31]
- Vous aviez mon cœur, in Penser le soin avec Simone Weil, PUF, 2018
- Petit d'homme, in Revue française de psychanalyse, L'Impatience, 2, Vol 82, 2018
- La Sainte Boue, in Cahiers Claude Simon, 2018
- Les Saintes Huiles de Jean Genet, La Nouvelle Revue française, n°633, novembre 2018
- Kateb Yacine, la révolution dans la révolution, Les Lettres françaises, n°169, mars 2019
- De l’autre côté : à propos de Bao Ninh, Les Lettres françaises, n°171, juin 2019
- Vassal du Soleil, in catalogue Jean Giono, MuCEM Gallimard, 2019
- Dans un mois, dans un an, revue Par ici la sortie, n°2, Éditions du Seuil, 2020
- Le Triton à la perle, Éditions Pou, 2020
- Et j'écris dans ce désordre, in Europe (revue) et Zone critique (Jean Genet), 2021[32]
- Une école buissonnière, in AOC, 2021(tr. by Tobias Ryan in Socrates on the beach, 2023)
- Les Saintes Huiles de Jean Genet, revue Mettray, 2021
- Denis dit D. Belloc, in Zone critique, 2021[33]
- Constat, à propos de Ferdinando Camon, Europe (revue), 2023
- Le livre placenta. A propos de Clarice Lispector, in Zone critique, 2022 & La Nouvelle Revue Française, 2023[34]
- Presque l'Abîme, in Revue Esprit, 2023
- La Lande du temps, in Revue Esprit, 2024

### Écrits sur l'art
- madé ou l’Art de la synecdoque (galerie Intérieure, Lille), 2005
- L’Ithaque d’André Le Bozec (musée Matisse, Le Cateau-Cambrésis), 2005
- Un homme heureux. Portrait d’un collectionneur, in catalogue de la donation Le Bozec (musée de Cambrai), 2007
- Parole à voir : dialogues en noir blanc gris (musée des Ursulines, Mâcon), 20O9
- Sous-bois, huiles de L. B. Spadavecchia (Faisanderie de Sénart, Étiolles), 2010
- Alix Le Méléder (galerie Bernard Zürcher, Paris), 2010
- Vrai corps, œuvres sur papier de Bertrand Lagadec, (Atelier blanc, Champlay), 2010
- Guy de Lussigny ou L’Art des arlequinades décomposées (catalogue de la rétrospective Lussigny, musée de Cambrai), 2010
- Les Deux Éternités, ardoises de Nicolas Kennett, in "Escaut : rives, dérives" (Somogy Éditions), 2011
- … du printemps de Thierry Thieû Niang, Éditions du Mac/Val, 2013
- Alix Le Méléder - Traces, peintures (Textes et entretiens de Patrick Autréaux, François Ballaud, Jean Daniélou, Nina Leger, Yves Michaud et Pierre Wat), Éditions Tituli, 2016
- Still life selon TM, préface à Qu'en moi Tokyo s'anonyme de Thibault Marthouret, Éditions Abordo, 2018
- L'œuvre au rouge : faire du vide un visage (Alix le Meléder, rétrospective au Jeu de Paume-Château de Tours), 2020[35]
- Eve Gramatzki, l’extase empêchée, Zone critique & in Eve Gramatzki, une histoire critique, 1972-2022, Éditions Méridianes, 2022[36]

### Entretiens
- Diacritik (avec Rodolphe Perez): "Retour sur vingt années d'écriture," 23 juin 2025[37]
- Diacritik (avec Rodolphe Perez): Entretien sur L’Époux, 6 juin 2025[38]
- Association Fier.es et Queer (avec Stéphanie Lemaire), 27 avril 2025[39]
- Colegio de Mexico (avec Laura Sofia Rivero et Melina Balcazar), 10 septembre 2024[40]
- BBC News Mundo (avec Norberto Paredes), 6 septembre 2024[41]
- Zone critique (avec Rodolphe Perez): "Procéder des lignes de faille" (partie 1, 24 juin) et "habiter la brèche" (partie 2, 30 juin 2023)[42],[43]
- Parole inattendue (avec David Milliat), France 2, 12 mars 2023[44]
- L'Heure bleue (avec Laure Adler, France Inter), France Inter, 7 février 2023[45]
- Diacritik (avec Johan Faerber), 9 janvier 2023[46]
- Médiathèque de Pertuis (avec Maryvonne Colombani), 9 octobre 2021[47]
- Diacritik (avec Johan Faerber), 4 mars 2021[48]
- Le Matricule des anges (avec Emmanuelle Rodrigues), avril 2021
- A reading and conversation (with Odile Cazenave), WBUR, July 5th 2020[49]
- Politis (avec Christophe Kantcheff), 1 octobre 2019
- Diacritik (avec Johan Faerber), 16 septembre 2019[50]
- Strangeness from within (with Odile Cazenave), WBUR, June 10th 2018[51]
- J'ai déjà connu le bonheur (avec Jean-Christophe Rufin), France Culture, 1 avril 2018[52]
- L'Heure Bleue (avec Ruwen Ogien et Laure Adler), France Inter, 17 mars 2017[53]
- Poésie et ainsi de suite (avec Manou Farine), France Culture, 13 janvier 2017[54]
- Politis (avec Christophe Kantcheff), 17 février 2016
- Hors Champs (avec Laure Adler), France Culture, 29 septembre 2015[55]
- Les Nouvelles Vagues, France Culture, 15 février 2015[56]
- Un autre jour est possible (avec Tewfik Hakem), France Culture, 4 avril 2013[57]
- Du jour au lendemain (avec Alain Veinstein), France Culture, 7 avril 2012[58]
- Pas la peine de crier (avec Marie Richeux), France Culture, 27 février 2012[59]
- Décision santé (avec Gilles Noussenbaum), septembre 2009

## Prix et distinctions
- Lauréat de la Villa Marguerite-Yourcenar 2011
- Prix Amic, Prix de l'Académie française 2012
- Lauréat de la Bourse Paris-Québec 2012
- Prix de la résidence d’auteur de la Fondation des Treilles 2015
- Prix Coupleux-Lassalle 2016
- Bourse de traduction Hemingway Grants (Institut français de New York) 2018
- Writer-in-residence à la Boston University (Boston, USA) 2018-2019 & 2024
- Dora Maar House fellow (Brown Foundation Inc) 2022
- Auteur en résidence à Passa Porta (Bruxelles) 2023